# クリスティナ・ペレイラ
クリスティナ・ペレイラ（Cristina Pereira、女性、1968年3月8日 – 2009年10月30日）は、ポルトガルのビーチバレーボール選手。2000年のシドニーオリンピックではマリア・ホセ・シューラーと共にペアを組んで出場したが決勝トーナメント1回戦で銅メダルを獲得したブラジルのアドリアナ・サムエル・サンドラ・ピレス組に敗れている。
2009年10月30日、41歳でガンにより亡くなった。